# Hans Diepolder
Hans Diepolder (* 26. Oktober 1896 in Regensburg; † 22. März 1969 ebenda) war ein deutscher Klassischer Archäologe.

## Leben
Hans Diepolder, der Sohn eines Juristen, studierte nach dem Abitur in Regensburg zunächst Alte Geschichte, dann Klassische Archäologie und Kunstgeschichte an der Universität München. Als Student trat er dem Akademischen Gesangverein München bei. Seine akademischen Lehrer waren Paul Wolters und Heinrich Wölfflin. 1922 wurde Diepolder mit der von Wolters betreuten Dissertation Untersuchungen zur Komposition der römisch-campanischen Wandgemälde promoviert. Von 1923 bis 1925 war Diepolder Reisestipendiat des Deutschen Archäologischen Instituts und hielt sich in Rom und Athen auf.
Nach seiner Rückkehr arbeitete er in München als Assistent an der Münzsammlung, später am Museum für Abgüsse des Archäologischen Instituts. Seine Habilitation erreichte Diepolder 1929 mit der Schrift Die attischen Grabreliefs des 5. und 4. Jahrhunderts, die 1931 erschien. Ab 1929 arbeitete Diepolder mit Carl Weickert für den neuen Münchner Archäologieprofessor Ernst Buschor. Nachdem Weickert 1936 an die Berliner Antikensammlung gewechselt war, wurde Diepolder 1937 zu seinem Nachfolger als Leiter der Staatlichen Antikensammlungen in München ernannt. Ab 1946 hielt er als Honorarprofessor an der Universität München archäologische Vorlesungen und Übungen ab. 1962 trat Diepolder als Leiter der Antikensammlung in den Ruhestand.
Diepolder forschte hauptsächlich zur griechischen Vasenmalerei, aber auch zur Architektur und Plastik sowie zur Geschichte der Archäologie.

## Schriften (Auswahl)
- Untersuchungen zur Komposition der römisch-campanischen Wandgemälde Dissertation München 1922 (Auszug).
  - gedruckt als Untersuchungen zur Komposition der römisch-campanischen Wandgemälde. In: Mitteilungen des Deutschen Archäologischen Instituts. Römische Abteilung 41, 1926, S. 1–78.
- Die attischen Grabreliefs des 5. und 4. Jahrhunderts. Keller, Berlin 1931 (Nachdrucke 1965 und 1969).
- Der Penthesilea-Maler (= Bilder griechischer Vasen Heft 10). Keller, Leipzig 1936.
- Der Pistoxenos-Maler (= Winckelmannsprogramme der Archäologischen Gesellschaft zu Berlin 110). De Gruyter, Berlin 1954.